# Rivière Tamarac
Rivière Tamarac är ett vattendrag i Kanada.   Det ligger i provinsen Québec, i den sydöstra delen av landet, 280 km norr om huvudstaden Ottawa. Rivière Tamarac ligger vid sjön Lac du Pain de Sucre.
I omgivningarna runt Rivière Tamarac växer i huvudsak blandskog. Trakten runt Rivière Tamarac är nära nog obefolkad, med mindre än två invånare per kvadratkilometer.